# 維克多·阿瑪迪斯 (黑森-羅滕堡)
維克多·阿瑪迪斯（德語：Victor Amadeus，1779年9月2日—1834年11月12日），末代黑森-羅滕堡伯爵，1812年至1834年在位。

## 婚姻
1799年，維克多·阿瑪迪斯與菲斯滕貝格的利奧波丁娜（Leopoldina von Fürstenberg）結婚，兩人沒有子女。
利奧波丁娜於1806年去世。1812年，維克多·阿瑪迪斯與霍恩洛厄-朗根堡親王卡爾·路德維希一世的女兒伊莉莎白（Elisabeth）結婚，兩人沒有子女。
伊莉莎白於1830年去世。隔年，維克多·阿瑪迪斯與薩爾姆-萊佛斯柴特親王法蘭茲·威廉的女兒艾蕾諾爾（Eleanore）結婚，兩人沒有子女。